# Élections de l'Assemblée nationale tadjike de 2020
Les élections de l'Assemblée nationale tadjike de 2020 ont lieu le 27 mars 2020 afin de renouveler au scrutin indirect les membres de l'Assemblée nationale, la chambre haute du Tadjikistan.

## Système électoral
L'Assemblée nationale est la chambre haute de l'Assemblée suprême, le parlement bicaméral du Tadjikistan. Elle est composée d'un minimum de 33 membres renouvelés tous les cinq ans dont 25 élus au scrutin indirect par les élus locaux à raison de 5 pour chacune des quatre provinces du pays plus la capitale Douchanbé. Les 8 autres sont nommés par le président pour une même durée. Enfin, les anciens présidents de la république sont de droit membres à vie,.
Les membres doivent obligatoirement avoir réalisé des études supérieures et être âgé d'au moins 35 ans, qu'ils soient élus ou nommés.

## Résultats
Le scrutin est remarqué pour l'élection de Rustam Emomalii au poste de sénateur. Fils du président Emomalii Rahmon, il était devenu membre du conseil municipal de la capitale Douchanbé en avril 2017, avant d'en devenir maire. Son élection à la présidence de la chambre haute, jugée très probable, a lieu lors de la session inaugurale le 17 avril suivant, et fait de lui le second personnage de l'État après son père,,. Cette rapide ascension alimente les soupçons de succession dynastique à la tête de l'état en vue de la présidentielle d'octobre 2020.